# Ano Europeu das Línguas
O ano de 2001 foi declarado Ano Europeu das Línguas pelo Conselho da Europa, pela União Europeia, e pela UNESCO. No anúncio da iniciativa, os três corpos discutiram a importância do ensino de idiomas para o desenvolvimento pessoal, e assinalou a necessidade das competências linguísticas para responder às mudanças econômicas, sociais e culturais, na sociedade. A declaração tinha por objetivo chamar a atenção para a riqueza cultural da Europa e estreitar os laços de colaboração entre os cidadãos, escolas e instituições. Diversas ações, na maior parte dos países europeus, surgiram, entre elas a criação da Semana de Educação Lingüística para Adultos, organizada entre 5 de maio e 11 de maio, que enfatizava que nunca é tarde para aprender uma nova língua.